# Hebertshausen
Hebertshausen – miejscowość i gmina w Niemczech, w kraju związkowym Bawaria, w rejencji Górna Bawaria, w regionie Monachium, w powiecie Dachau. Leży około 5 km na północ od Dachau, nad rzeką Amper, przy linii kolejowej Monachium – Norymberga.

## Dzielnice
W skład gminy wchodzą następujące dzielnice: Ampermoching, Deutenhofen, Gänsstall, Goppertshofen, Hackenhof, Hackermoos, Hebertshausen, Kaltmühle, Oberweilbach, Prittlbach, Reipertshofen, Sulzrain, Unterweilbach, Walpertshofen i Lotzbach.

## Demografia
| Rok  | Liczba mieszk. |
| ---- | -------------- |
| 2006 | 5 224          |
| 2005 | 5 178          |
| 2004 | 5 135          |
| 2003 | 4 999          |
| 2002 | 4 849          |
| 2001 | 4 791          |
| 2000 | 4 800          |
| 1999 | 4 762          |
| 1998 | 4 769          |

Dane o ludności z 31 grudnia 2008:
| Opis                                | Ogółem | Ogółem | Kobiety | Kobiety | Mężczyźni | Mężczyźni |
| ----------------------------------- | ------ | ------ | ------- | ------- | --------- | --------- |
| Jednostka                           | osób   | %      | osób    | %       | osób      | %         |
| Populacja                           | 5194   | 100    | 2621    | 50,46   | 2573      | 49,54     |
| Wiek przedprodukcyjny (0–17 lat)    | 1031   | 19,85  | 505     | 9,72    | 526       | 10,13     |
| Wiek produkcyjny (18–65 lat)        | 3229   | 62,17  | 1623    | 31,25   | 1606      | 30,92     |
| Wiek poprodukcyjny (powyżej 65 lat) | 934    | 17,98  | 493     | 9,49    | 441       | 8,49      |

## Polityka
Wójtem gminy jest Michael Kreitmeir z FBB, rada gminy składa się z 20 osób.
|      | CSU | SPD | FBB | Razem |
| 2008 | 8   | 4   | 8   | 20    |
| 2002 | 6   | 3   | 7   | 16    |